# Groupe de tresses doublement affine
En mathématiques, un groupe de tresses doublement affine est un groupe contenant le groupe de tresses d'un groupe de Weyl affine. Ses anneaux de groupe ont des quotients appelés algèbre de Hecke doublement affines, de la même manière que les anneaux de groupe des groupes de tresses affines ont des quotients qui sont des algèbres de Hecke affines.
Pour les groupes de type An affines, le groupe de tresses doublement affines est le groupe fondamental de l'espace de n points distincts sur un tore de dimension deux.